# Lista țărilor după continent
Poți să răsfoiești țările: alfabetic, după capitală, după populație, după suprafată, după desitate sau după fusul orar.
Lista de mai jos conține doar statele suverane și independente.
Țările listate după continent împreună cu capitala lor:

## Africa
- Africa de Sud - Pretoria (executivă), Cape Town (legislativă) și Bloemfontein (Judiciară)
- Algeria - Alger
- Angola - Luanda
- Benin - Cotonou (executivă), Porto Novo (legislativă)
- Botswana - Gaborone
- Burundi - Gitega
- Burkina Faso - Ouagadougou
- Camerun - Yaoundé
- Capul Verde - Praia
- Republica Centrafricană - Bangui
- Ciad - N'Djamena
- Comore - Moroni
- Congo - Brazzaville
- R. D. Congo - Kinshasa
- Coasta de Fildeș - Yamoussoukro
- Djibouti - Djibouti
- Egipt - Cairo
- Eritreea - Asmara
- Etiopia - Addis Abeba
- Eswatini - Mbabane (administrativă), Lobamba (legislativă,regală)
- Gabon - Libreville
- Gambia - Banjul
- Ghana - Accra
- Guineea - Conakry
- Guineea-Bissau - Bissau
- Guineea Ecuatorială - Malabo
- Kenya - Nairobi
- Lesotho - Maseru
- Liberia - Monrovia
- Libia - Tripoli
- Madagascar - Antananarivo
- Malawi - Lilongwe
- Mali - Bamako
- Mauritania - Nouakchott
- Mauritius - Port Louis
- Maroc - Rabat
- Mozambic - Maputo
- Namibia - Windhoek
- Niger - Niamey
- Nigeria - Abuja
- Rwanda - Kigali
- São Tomé și Príncipe - São Tomé
- Senegal - Dakar
- Sierra Leone - Freetown
- Somalia - Mogadishu
- Sudan - Khartoum
- Sudanul de Sud - Juba
- Tanzania - Dar es Salaam, Dodoma
- Togo - Lomé
- Tunisia - Tunis
- Uganda - Kampala
- Sahara Occidentală - El Aaiún (Ocupată de Maroc), Bir Lehlou (temporară) și Tindouf (oficială)
- Seychelles - Victoria
- Zambia - Lusaka
- Zimbabwe - Harare

## Asia
- Afganistan - Kabul
- Arabia Saudită - Riyad
- Azerbaidjan- Baku
- Bahrain - Manama
- Bangladesh - Dhaka :3
- Bhutan - Thimphu
- Brunei - Bandar Seri Begawan
- Cambodgia - Phnom Penh

- China - Beijing
- Taiwan - Taipei
- Coreea de Nord - Phenian
- Coreea de Sud - Seul
- Emiratele Arabe Unite - Abu Dhabi
- India - New Delhi
- Indonezia - Jakarta
- Iordania - Amman
- Iran - Teheran
- Irak - Bagdad
- Israel  - Tel Aviv
- Japonia - Tokio
- Kazahstan - Astana
- Kuweit - Kuwait City
- Kârgâzstan - Bishkek
- Laos - Vientiane
- Liban - Beirut
- Malaezia - Kuala Lumpur
- Maldive - Male
- Mongolia - Ulan Bator
- Myanmar - Naypyidau
- Nepal - Kathmandu
- Oman - Muscat
- Pakistan - Islamabad
- Palestina - Ramala și Ierusalimul de Est (Ocupat de Israel)
- Rusia - Moscova
- Filipine - Manila
- Qatar - Doha
- Singapore - Singapore City
- Sri Lanka - Sri Jayewardana Kotte
- Siria - Damasc
- Tadjikistan - Dushanbe
- Thailanda - Bangkok
- Timorul de Est - Dili
- Turcia - Ankara
- Turkmenistan - Așgabat
- Uzbekistan - Tashkent
- Vietnam - Hanoi
- Yemen - Sana'a

## Europa
- Albania - Tirana
- Andorra - Andorra la Vella
- Armenia -Erevan * geografic este in Asia
- Austria - Viena
- Belarus - Minsk
- Belgia - Bruxelles
- Bosnia și Herțegovina - Sarajevo
- Bulgaria - Sofia
- Cehia - Praga
- Cipru - Nicosia
- Croația - Zagreb
- Danemarca - Copenhaga
- Elveția - Berna
- Estonia - Tallinn
- Finlanda - Helsinki
- Franța - Paris
- Germania - Berlin
- Georgia - Tibillisi  *geografic este in Asia
- Grecia - Atena
- Irlanda - Dublin
- Islanda - Reykjavik
- Italia - Roma
- Kosovo - Priștina ( nu este recunoscuta de toate tarile, inclusiv din Europa)
- Letonia - Riga
- Liechtenstein - Vaduz
- Lituania - Vilnius
- Luxemburg - Luxemburg
- Macedonia de Nord - Skopje
- Malta - Valletta
- Moldova - Chișinău
- Monaco - Monaco
- Muntenegru - Podgorica
- Norvegia - Oslo
- Polonia - Varșovia
- Portugalia - Lisabona
- Regatul Unit - Londra
- România - București
- Rusia - Moscova
- San Marino - San Marino
- Serbia - Belgrad
- Slovacia - Bratislava
- Slovenia - Ljubljana
- Spania - Madrid
- Suedia - Stockholm
- Țările de Jos - Amsterdam (legislativă) și Haga (executivă)
- Ucraina - Kiev
- Ungaria - Budapesta
- Vatican - Vatican

## America de Nord
- Antigua și Barbuda - Sfântul John
- Bahamas - Nassau
- Barbados - Bridgetown
- Belize - Belmopan
- Canada - Ottawa
- Costa Rica - San José
- Cuba - Havana
- Dominica - Roseau
- Republica Dominicană - Sfântul Dominigo
- El Salvador - San Salvador
- Grenada - Sfântul George
- Groenlanda - Nuuk
- Guatemala - Ciudad de Guatemala
- Haiti - Port au Prince
- Honduras - Tegucigalpa
- Jamaica - Kingston
- Mexic - Ciudad de Mexico
- Nicaragua - Managua
- Panama - Ciudad de Panama
- Sfântul Cristofor și Nevis - Basseterre
- Sfânta Lucia - Castries
- Sfântul Vincent și Grenadine - Kingstown
- Statele Unite ale Americii - Washington D.C.
- Trinidad și Tobago -Port Spania

## Oceania
- Australia - Canberra
- Fiji - Suva
- Kiribati - Tarawa
- Marshall - Majuro
- Micronezia - Palikir
- Nauru - Yaren
- Noua Zeelandă - Wellington
- Palau - Ngerulmud
- Papua Noua Guinee - Port Moresby
- Samoa - Apia
- Solomon - Honiara
- Tonga - Nuku'alofa
- Tuvalu - Funafuti
- Vanuatu - Port Vila

## America de Sud
- Argentina - Buenos Aires
- Bolivia - La Paz
- Brazilia - Brasilia
- Chile - Santiago de Chile
- Columbia - Bogota
- Ecuador - Quito
- Guyana - Georgetown
- Guyana Franceză-Cayenne
- Paraguay - Asunción
- Peru - Lima
- Surinam - Paramaribo
- Uruguay - Montevideo
- Venezuela - Caracas